# Daji (socken)
Daji (kinesiska: 大集乡, 大集) är en socken i Kina. Den ligger i provinsen Shandong, i den östra delen av landet, omkring 250 kilometer sydväst om provinshuvudstaden Jinan. Antalet invånare är 35190. Befolkningen består av 17 770 kvinnor och 17 420 män. Barn under 15 år utgör 21,0 %, vuxna 15-64 år 67 %, och äldre över 65 år 10,0 %.
Genomsnittlig årsnederbörd är 778 millimeter. Den regnigaste månaden är juli, med i genomsnitt 192 mm nederbörd, och den torraste är januari, med 6 mm nederbörd.